# 위키백과의 문서 훼손
위키백과에서 문서 훼손 또는 반달리즘(vandalism)은 고의적인 방해 편집으로서 악의적 방식으로 프로젝트를 편집하는 행위를 말한다. 문서 훼손에는 기존 텍스트의 문구, 제거, 수정 외에도 해학적이고 터무니없고 거짓된 내용이거나 공격적이고 모욕을 주고 기타 모멸적인 내용의 추가가 포함된다.
역사적으로 위키백과는 개방된 편집의 자유를 허용하는 것과 정보의 정확성을 유지하는 것(거짓 정보가 주제에 잠재적인 악영향을 줄 수 있을 때) 사이의 균형을 유지하는데 애를 써왔다. 위키백과에 문서 훼손을 수행하기 쉬운데, 그 이유는 누구든지 사이트를 편집할 수 있기 때문이다. (신규 및 미등록 사용자는 편집하지 못하도록 하는 현재 준보호된 문서는 제외)
문서 훼손은 익명 사용자나 등록 계정에 의해 발생할 수 있다. 그러나 준보호 문서나 보호 문서는 각각 자동 인증되거나 인증된 위키백과 편집자와 관리자만이 편집할 권한이 있다. 문서 훼손이 잦은 대상으로는 논란이 되는 주제, 유명 인사, 현재 발생하는 사건을 다루는 문서가 포함된다. 일부의 경우 인물이 사망했다고 거짓 보고되기도 한다. 저명한 사례로는 미국의 주지사 에드워드 M. 케네디, 로버트 버드(현재는 두 사람 모두 사망함), 미국의 래퍼 카니예 웨스트(현재는 생존함)가 포함된다.

## 문서 훼손 대처
위키백과가 문서 훼손의 양을 줄이거나 보호해야 하는 다양한 수단이 존재한다. 예를 들어 다음과 같다.
- 이전의 모든 문서 판을 보유하고 있는 위키백과의 역사 보기 기능을 사용하여 문서를 문서 훼손이 발생하기 전인 과거의 판으로 되돌리는 것. 이를 이른바 문서 훼손을 "되돌린다"고 한다.[4] 위키백과의 문서 훼손의 상당수가 조속히 되돌려진다.[7] 문서 훼손을 되돌리기 위하여 문서 훼손을 감지하는 다양한 방법이 있다:
  - 봇: 다수의 경우 문서 훼손은 봇에 의해 자동으로 감지되며 되돌려진다. 문서 훼손을 한 사용자는 인간의 간섭 없이 경고를 받는다.
  - 최근 바뀜 검토: 위키백과는 최근 바뀜 목록을 보여주는 특수 문서가 있다. 일부 편집자들은 잠재적인 문서 훼손에 대처하기 위해 이 변경사항을 모니터링한다.[8]
  - 주시문서 목록: 등록된 사용자라면 누구든지 자신이 만들었거나 편집했거나 관심이 있는 문서를 주시할 수 있다. 이 기능은 사용자들이 문서 훼손 대처를 위해 페이지를 모니터링할 수 있게 한다.[8]
  - 우연한 발견: 우연히 문서 훼손을 발견한 독자라면 되돌릴 수 있다.[8]
- 문서를 잠금으로써 인증된 사용자만이, 일부의 경우에는 오직 관리자만이 문서를 편집할 수 있다.[4] 준보호 문서의 경우 자동 인증된 것으로 간주되는 계정(최소 4일이 지나고, 최소 10건 편집을 한 계정)만이 편집 가능하다. 완전 보호 문서는 관리자만이 편집 가능하다. 보호는 해당 목적을 위해 특수 문서에 한 명 이상의 편집자가 요청한 이후 처리되는 것이 일반적이며 보호 지침에 익숙한 관리자는 지침에 의거하여 이 요청을 충족할지의 여부를 결정하게 된다.
- 반복적으로 문서 훼손을 한 사용자에 대해 일정 기간 동안, 일부의 경우 무기한 편집을 차단한다.[4] 문서 훼손을 수행한 사용자는 처벌의 의미로 차단되는 것이 아니며, 차단의 목적은 추가적인 피해를 예방하기 위해서 조치된다.[9]
- 편집 필터의 확장 기능을 통해 정규 표현식을 사용하여 흔히 나타나는 문서 훼손 항목들을 감지해낸다.[10]

편집자들은 차단 전에 일반적으로 경고를 받는다. 영어 위키백과는 4단계의 경고 단계가 있으며, 한국어 위키백과는 3단계의 경고 단계가 있다. (되돌림, 주의, 경고)

### ClueBot NG
문서 훼손 대처에 가장 유명한 봇은 ClueBot NG이다. 이 봇은 2010년 위키백과 사용자 Christopher Breneman (한국어: 크리스토퍼 브렌만) 과 Cobi Carter (한국어: 코비 카터) 가 만들었다.(오리지널 ClubBot에 이어서 개발된 것으로, NG는 차세대/Next Generation를 의미함) 기계 학습과 베이즈 통계학을 사용하여 편집의 문서 훼손 여부를 검출해 낸다.

## 같이 보기
- 위키백과의 신뢰도
- 반달리즘